# Släggkastning för herrar i friidrott vid olympiska sommarspelen 1980
Släggkastning för herrar vid olympiska sommarspelen 1980 i Moskva avgjordes 31 juli. 

## Medaljörer
| Gren          | Guld                         | Guld         | Silver                          | Silver  | Brons                     | Brons   |
| Släggkastning | Jurij Sedych · Sovjetunionen | 81,80 m (VR) | Sergej Litvinov · Sovjetunionen | 80,64 m | Jüri Tamm · Sovjetunionen | 78,96 m |

## Resultat

### Kval
| Placering | Kastare                    | Försök | Försök | Försök | Längd   | Noteringar |
| Placering | Kastare                    | 1      | 2      | 3      | Längd   | Noteringar |
| --------- | -------------------------- | ------ | ------ | ------ | ------- | ---------- |
| 1         | Jurij Sedych (URS)         | 78.22  | —      | —      | 78.22 m | OR         |
| 2         | Jüri Tamm (URS)            | 76.24  | —      | —      | 76.24 m |            |
| 3         | Sergej Litvinov (URS)      | X      | 75.24  | —      | 75.24 m |            |
| 4         | Detlef Gerstenberg (GDR)   | 75.04  | —      | —      | 75.04 m |            |
| 5         | Roland Steuk (GDR)         | X      | 73.52  | —      | 73.52 m |            |
| 6         | Harri Huhtala (FIN)        | 71.42  | 72.46  | —      | 72.46 m |            |
| 7         | Armando Orozco (CUB)       | X      | X      | 72.28  | 72.28 m |            |
| 8         | Giampaolo Urlando (ITA)    | 68.40  | 72.20  | —      | 72.20 m |            |
| 9         | Ireneusz Golda (POL)       | X      | 69.98  | 70.88  | 70.88 m |            |
| 10        | Juha Tiainen (FIN)         | 70.64  | 70.46  | 70.82  | 70.82 m |            |
| 11        | Emanuil Dyulgerov (BUL)    | X      | 69.24  | 70.60  | 70.60 m |            |
| 12        | Jiří Chamrád (TCH)         | X      | 67.44  | 69.38  | 69.38 m |            |
| 13        | Peter Farmer (AUS)         | 68.52  | 69.16  | X      | 69.16 m |            |
| 14        | Chris Black (GBR)          | 66.02  | 66.74  | X      | 66.74 m |            |
| 15        | Paul Dickenson (GBR)       | X      | 64.22  | 63.90  | 64.22 m |            |
| 16        | Seán Egan (IRL)            | 63.34  | 63.94  | X      | 63.94 m |            |
| 17        | Khaled Murad Ghaloum (KUW) | X      | 47.40  | 47.00  | 47.40 m |            |

### Final
| Placering | Kastare                  | Försök | Försök | Försök | Försök | Försök | Försök | Längd   | Noteringar |
| Placering | Kastare                  | 1      | 2      | 3      | 4      | 5      | 6      | Längd   | Noteringar |
| --------- | ------------------------ | ------ | ------ | ------ | ------ | ------ | ------ | ------- | ---------- |
| 1         | Jurij Sedych (URS)       | 81.80  | 81.46  | 79.68  | X      | 80.98  | 80.70  | 81.80 m | WR         |
| 2         | Sergej Litvinov (URS)    | 80.64  | X      | X      | X      | X      | X      | 80.64 m |            |
| 3         | Jüri Tamm (URS)          | 77.84  | 78.96  | 77.92  | 77.26  | X      | 76.86  | 78.96 m |            |
| 4         | Roland Steuk (GDR)       | 74.34  | 76.00  | 75.58  | 77.26  | 77.54  | X      | 77.54 m |            |
| 5         | Detlef Gerstenberg (GDR) | 73.64  | 74.60  | 73.98  | X      | X      | 73.40  | 74.60 m |            |
| 6         | Emanuil Dyulgerov (BUL)  | 70.14  | 71.34  | 71.82  | 71.34  | 74.04  | X      | 74.04 m |            |
| 7         | Giampaolo Urlando (ITA)  | 73.60  | 73.90  | 73.18  | 73.30  | X      | X      | 73.90 m |            |
| 8         | Ireneusz Golda (POL)     | 72.38  | 73.74  | X      | X      | X      | X      | 73.74 m |            |
| 9         | Harri Huhtala (FIN)      | 69.78  | X      | 71.82  | 71.96  | 71.82  | 71.02  | 71.96 m |            |
|           |                          |        |        |        |        |        |        |         |            |
| 10        | Juha Tiainen (FIN)       | X      | 71.38  | 71.08  |        |        |        | 71.38 m |            |
| 11        | Armando Orozco (CUB)     | X      | 67.76  | 68.68  |        |        |        | 68.68 m |            |
| 12        | Jiří Chamrád (TCH)       | 68.16  | 65.94  | 66.58  |        |        |        | 68.16 m |            |